# ادامه بده (ترانه)
ادامه بده(به انگلیسی: Keep Holding On) تک‌آهنگی از هنرمند اهل کانادا آوریل لوین است که در November 28, 2006 (U.S. radio) منتشر شد. این تک‌آهنگ در آلبوم اراگون (فیلم) قرار داشت.
این تک‌آهنگ در چارت‌های جزو ده ترانه اول قرار گرفت.